# Намуши, Хамед
Хамед Намуши (араб. حامد النموشي‎; фр. Hamed Namouchi; род. 14 февраля 1984, Канны) — тунисский и французский футболист, выступавший на позиции полузащитника.

## Клубная карьера
Занимался футболом с 7 лет в клубе «Канн-Рошвиль» (здесь большую помощь ему оказал известный защитник Кристиан Арнеодо), в 15 лет попал в академию «Канна». Профессиональную карьеру начал в 2000 году выступлениями за основную команду, в которой провел три сезона.
Был на просмотре в «Лансе», «Страсбуре» и «Челси», привлек внимание представителей тренерского штаба шотландского клуба «Рейнджерс», к которому присоединился в 2003 году. Сыграл за команду из Глазго следующие три сезона.
С 2006 по 2013 года играл в составе команд «Лорьян», «Фрайбург», «Гренобль» и «Этуаль дю Сахель». 25 февраля 2011 года в матче с «Труа» получил тяжёлую травму (разрыв передней крестообразной связки).
В состав клуба «Локомотив» (Пловдив) присоединился в 2013 году. Сыграл за команду из Пловдива 10 матчей в национальном чемпионате, после чего в 2014 получил статус свободного агента. Осенью 2016 года вернулся в родной клуб, выступающий в Национальном дивизионе 3 (пятый дивизион).

## Выступление за сборную
26 марта 2005 года дебютировал за национальную сборную Туниса в матче против сборной Малави. Всего в форме главной команды страны принял участие в 21 матче и забил 1 гол.
В составе сборной был участникомː Кубка конфедераций 2005 в Германии (2 матча), чемпионата мира 2006 в Германии (3 матча группового этапа), Кубка африканских наций 2006 в Египте (4 матча).

### Гол за сборную
| Дата        | Место           | Соперник | Счёт | Результат | Турнир   |
| ----------- | --------------- | -------- | ---- | --------- | -------- |
| 30 мая 2006 | 7 ноября, Тунис | Беларусь | 1-0  | 3-0       | Кубок LG |